# جالكتين
الجالكتينات هي مجموعة من البروتينات ترتبط بسكريات بيتا غالاكتوزيد، اكتُشِف حتى الآن في البشر 15 جالاكتين، يرمَّزوا بواسطة جينات LGALS.